# Anacamptodes takenaria
Anacamptodes takenaria là một loài bướm đêm trong họ Geometridae.